# Taça Latina de 2006
A Taça Latina de 2008 foi a 23.ª edição da Taça Latina. Esta competição é organizada pelo CERH.
| País     | J | V | E | D | GM | GS | DG  | Pts |
| -------- | - | - | - | - | -- | -- | --- | --- |
| Espanha  | 3 | 2 | 1 | 0 | 11 | 1  | 10  | 7   |
| Portugal | 3 | 2 | 0 | 1 | 11 | 8  | 3   | 6   |
| Itália   | 3 | 0 | 2 | 1 | 5  | 6  | -1  | 2   |
| França   | 3 | 0 | 1 | 2 | 4  | 16 | -12 | 1   |

|          | Espanha | Portugal | Itália | França |
| -------- | ------- | -------- | ------ | ------ |
| Espanha  |         | 6-0      | 1-1    | 4-0    |
| Portugal |         |          | 2-1    | 9-1    |
| Itália   |         |          |        | 3-3    |
| França   |         |          |        |        |